# 大統領令9066号

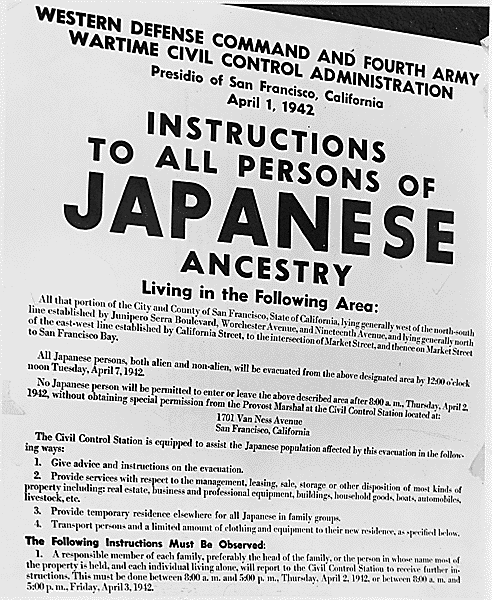
日系アメリカ人へ立ち退きを促す掲示。

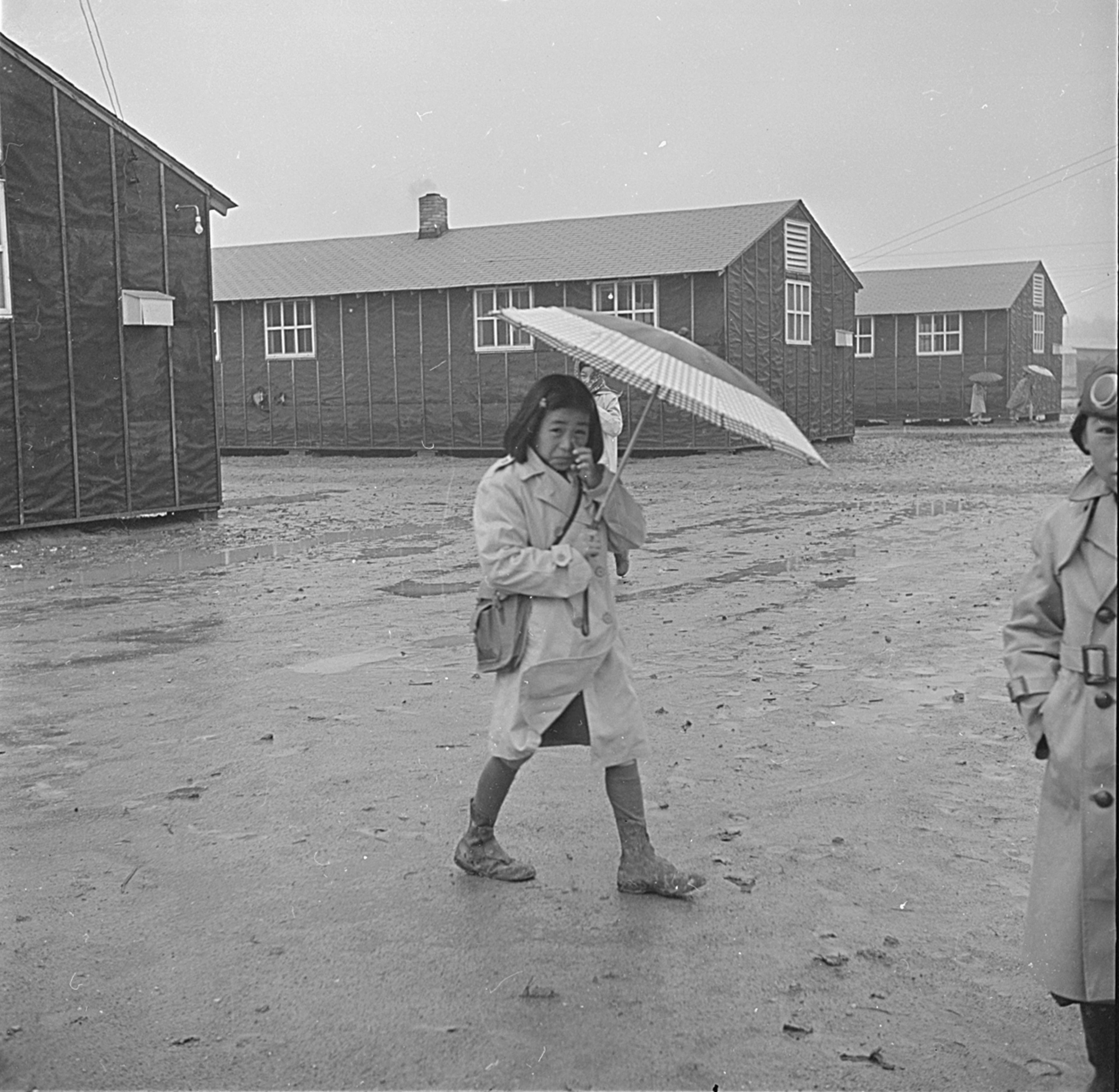
アーカンソーで収容された少女が学校へ通うところ、1943年。

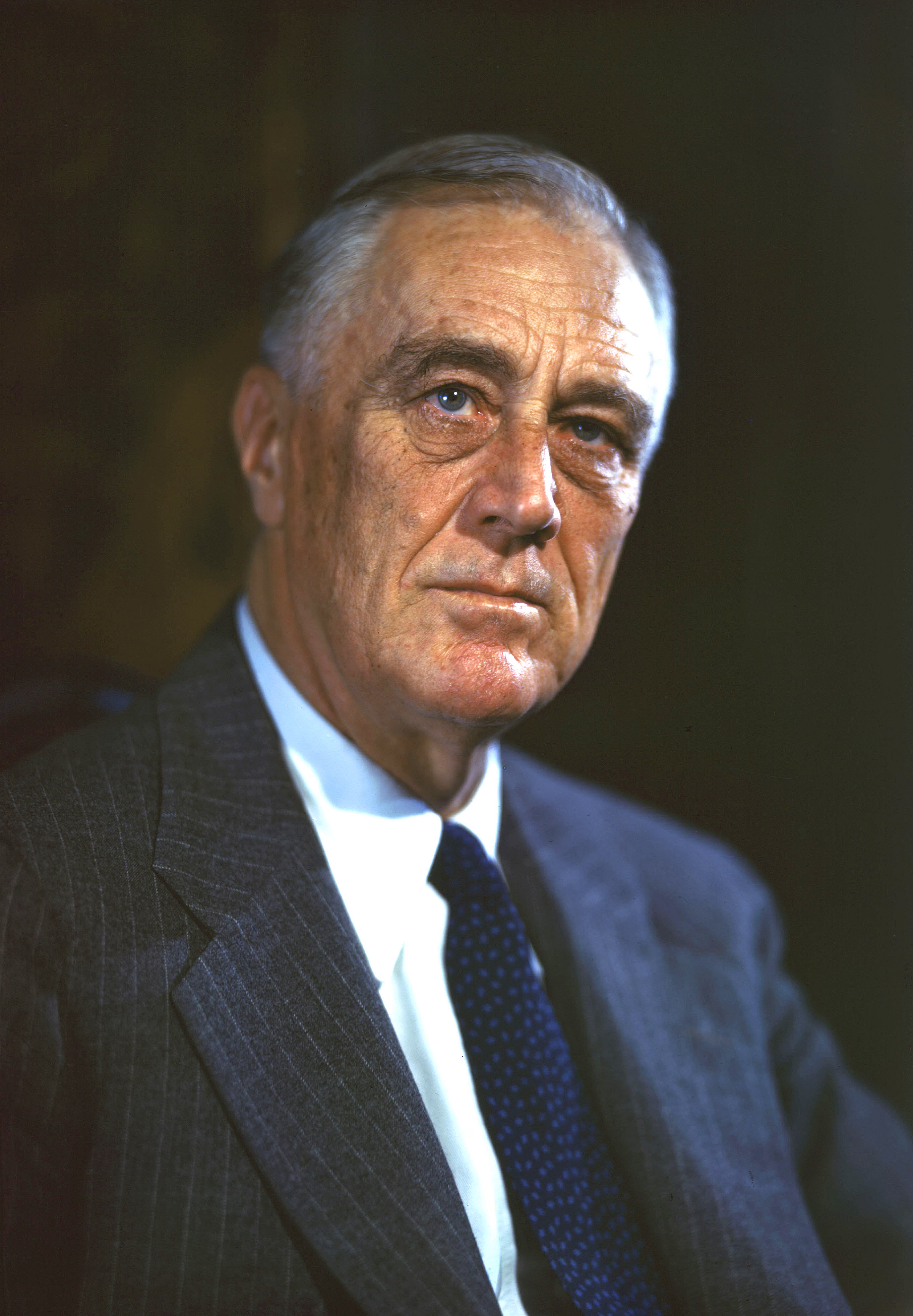
第32代アメリカ合衆国大統領（1933-1945）
フランクリン・ルーズベルト

大統領令9066号（だいとうりょうれい9066ごう、英: United States Executive Order 9066）、通称：防衛のための強制移動の権限（ぼうえいのためのきょうせいいどうのけんげん）は、第二次世界大戦中の1942年2月19日にアメリカ合衆国大統領フランクリン・ルーズベルトが署名・発令した大統領令。これにより、特定地域を軍管理地域に指定する権限が陸軍長官へ与えられた。結果として、大統領令9066号は日系人の強制収容へ道を開くことになった。

## 第二次大戦前
日本からはアメリカ合衆国への移民は、1880年代より開始されたが、制限や排斥を受けつつ、1924年のいわゆる排日移民法の制定まで続けられた。それらの日系人は、ハワイと西海岸に居住していた。

## 実施
1941年12月7日（米国時間）の真珠湾攻撃により、日米両国が交戦状態となった。そのため、諜報活動の阻止や軍事活動への妨害阻止を名目として、1942年2月19日に大統領令9066号が発令された。
この大統領令により、特定地域を軍管理地域に指定する権限が陸軍長官と軍に与えられた。軍司令官が必要と判断した場合、国籍や人種の指定は無いが、司令官の裁量により、指定地域からは立ち退かされる。合衆国西海岸が軍管理地域に指定され、「敵となる外国に祖先を持つ者」である日系人が立ち退きの対象となった。指定地域外の東海岸居住の日系人は、本大統領令の対象とはなっていない。
この大統領令は、日系人の強制収容につながった。西海岸では、1942年3月2日の軍管理地域指定に伴い、日系人の立ち退きが求められたが、それは遅々として進まず、3月29日から強制収容が開始された。戦争中、約12万人の日系人が強制収容所に収容された。彼らのうち、62%が二世あるいは三世（いずれも合衆国の市民権を持つ）であり、残りは一世（在住外国人としての移民）だった。
西海岸とアリゾナ州南部で全ての日系人が立ち退かされたという点で、日系人ほど大きく累が及んだ集団はない。これについてカリフォルニア州司法長官アール・ウォーレンは「白人ならばまだ彼らの忠誠心を試す方法もあろうというもの。しかし日本人とあらば話は全く別である。」と述べた。ハワイでは（人口の37%にあたる）14万人の日系人がおり、特に危険と目された人物だけが選択的に収容された。
イタリア系およびドイツ系アメリカ人も、強制収容を含め、これらの拘束の対象になった。ドイツ系の場合11,000人、イタリア系の場合3,000人が収容され、それにはユダヤ人亡命者も含まれていた。収容されたユダヤ人はドイツから来た者で、合衆国政府はユダヤ人とドイツ人を人種的に区別しなかった。ヨーロッパ系の強制収容者のうち、一部はごく短期間で開放され、それ以外は戦争終結後まで何年かを拘束されることになった。数では劣るものの、日系人収容者同様、特に子供には合衆国市民権を持つ者がいた。ほか枢軸国側の二・三の民族が強制収容された。
陸軍長官ヘンリー・スティムソンが、強制収容者の移動、食料、住居、その他の便宜について責任を負う立場にあった。

## 異議
FBI長官ジョン・エドガー・フーヴァーは強制収容に反対していたが、それは合衆国憲法に照らしてというわけではなく、スパイと思しき者たちは真珠湾攻撃の直後にFBIが既に拘束してしまったと考えていたためである。ファーストレディのエレノア・ルーズベルトも大統領令9066号に反対していた。彼女はそのことをプライベートで夫に度々訴えていたが、署名を思いとどまるよう説得することはできなかった。
収容された日系人は、裁判を起こし、大統領令9066号の適法性について、司法の判断を求めた。1944年12月18日にコレマツ対アメリカ合衆国事件及びエンドウミツヨに関する判決が出、大統領令による立ち退きは合法であるが、合衆国に忠実な日系人の強制収容を行うことはできないとした。なお、この前日の12月17日には、1945年1月2日をもって、強制立ち退きを解除することを布告している。

## 戦後

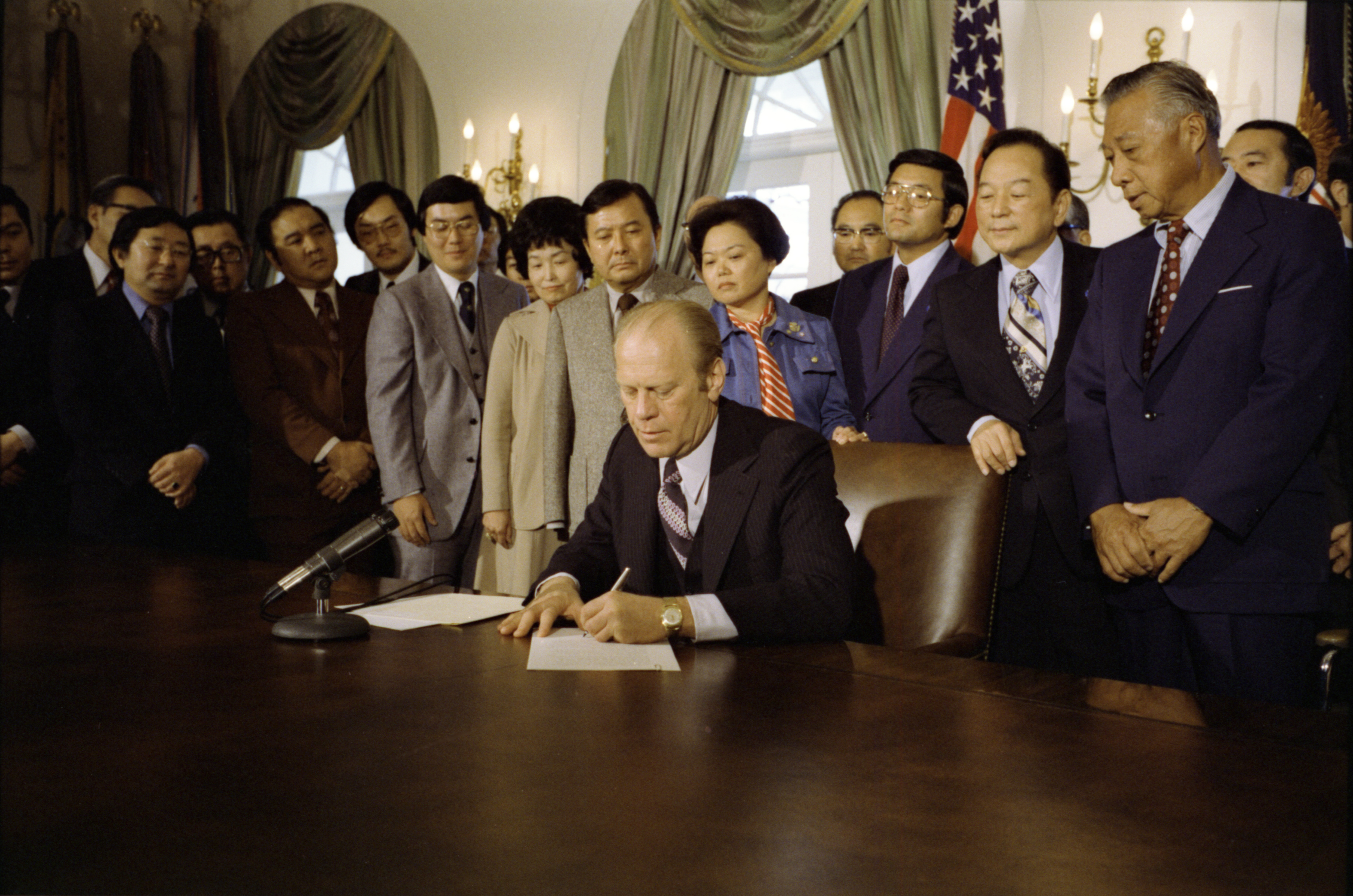
ジェラルド・R・フォード大統領が内閣室で大統領令9066号の終了を確認する布告に署名

大統領令9066号は1976年2月19日、第38代大統領ジェラルド・R・フォードによって廃止された。1980年、第39代大統領ジミー・カーターは戦時における民間人の転住・抑留に関する委員会 (CWRIC) を設置する法案に署名した。CWRICは、大統領令9066号とそれに関連する戦時中の指令、それらが西部の日系人とプリビロフ諸島のアラスカ原住民に与えた影響について、政府の公式調査を行なうよう命じられた。
1982年12月、CWRICは『拒否された個人の正義』(Personal Justice Denied) と題した調査報告書を発表し、日系人の監禁は軍事的な必要性によって正当化できるものではなかったと結論づけた。報告書はまた、監禁の決定は「人種的偏見・戦時のヒステリー・政治的指導力の誤った発露」に基づくものだったと認定した。委員会は、連邦政府による公式な謝罪および各存命者への2万ドルの賠償を含む、補償に関する立法を勧告した。そしてこの過ちを繰り返さないよう、公的教育基金が設立された。(Public Law 100-383)
1988年8月10日、CWRICの勧告に基づき、市民の自由法が第40代大統領ロナルド・レーガンによって署名され、成立した。1989年11月21日、第41代大統領ジョージ・H・W・ブッシュは1990年から1998年にかけての支払いを保証した歳出法案に署名した。1990年、存命中の元収容者に対して賠償金の支払いが開始され、また謝罪の書簡が届けられた。